# Michel Pohl den äldre
Michel Pohl den äldre, död före den 22 november 1699, var en svensk guldsmed. Han kom i silversmedslära 1641, blev mästare 1655 i Stockholm. Michel Pohl var far till Baltzar Pohl och Michel Pohl den yngre.

## Biografi
Michel Pohl d.ä. var lärling hos David Richter den äldre från år 1641. Han blev mästare i Stockholm den 5 januari 1655.
Åren 1661-1695 arbetade Michel för hovet och erhöll 1663 fullmakt att vara konungens guldsmed. År 1667 blev han bisittare och 1695 ålderman. 
Den 22 november 1699 omtalas Michel Pohl d.ä. död.

## Verk
- Maria Magdalena kyrka, Stockholm: Nattvardskalk 1667 (räk)
- Sankta Clara kyrka, Stockholm: Nattvardskalk 1668
- Örtomta kyrka, Östergötland: Nattvardskalk 1684
- Sankt Johannes kyrka, Stockholm: Oblatask 1690
- Nordiska museet, Stockholm: Sked 1695
- Tryserums kyrka, Småland: Nattvardskalk 1696
- Sankt Nicolai kyrka, Arboga, Västmanland: Oblatask
- Slottskyrkan, Stockholm: Vinflaska